# Furcula insignis
Furcula insignis är en fjärilsart som beskrevs av Edward Alfred Cockayne 1944. Furcula insignis ingår i släktet Furcula och familjen tandspinnare. Inga underarter finns listade i Catalogue of Life.